# Nuoto sincronizzato ai I Giochi europei
Le gare di nuoto sincronizzato ai I Giochi europei sono state disputate a Baku tra il 12 e il 16 giugno 2015.

## Podi
| Specialità                 | Oro | Argento | Bronzo |
| Singolo                    | Anisija Neborako | Berta Ferreras | Anna-Maria Alexandri |
| Duo                        | Russia Valerija Filenkova Dar'ja Kulagina | Austria Anna-Maria Alexandri Eirini-Marina Alexandri | Ucraina Yana Nariezhna Yelyzaveta Yakhno                                                                                                   |
| Squadre                    | Russia Valerija Filenkova Majja Gurbanberdieva Veronika Kalinina Dar'ja Kulagina Anna Larkina Anisija Neborako Marija Nemčinova Marija Salmina Anastasija Archipovskaja Elizaveta Ovčinnikova | Spagna Julia Echeberria Berta Ferreras Helena Jaumà Carmen Juárez Emilia Luboslavova Raquel Navarro Itziar Sánchez-Guardamino Irene Toledano Sara Saldaña Lidia Vigara | Ucraina Valerija Apreljeva Valerija Berežna Veronika Hryško Jana Narižna Alina Šynkarenko Kateryna Tkačova Jelyzaveta Jachno Anna Jesypova |
| Programma libero combinato | Russia Valerija Filenkova Majja Gurbanberdieva Veronika Kalinina Dar'ja Kulagina Anna Larkina Anisija Neborako Marija Nemčinova Marija Salmina Anastasija Archipovskaja Elizaveta Ovčinnikova | Spagna Julia Echeberria Berta Ferreras Helena Jaumà Carmen Juárez Emilia Luboslavova Raquel Navarro Itziar Sánchez-Guardamino Irene Toledano Sara Saldaña Lidia Vigara | Ucraina Valerija Apreljeva Valerija Berežna Veronika Hryško Jana Narižna Alina Šynkarenko Kateryna Tkačova Jelyzaveta Jachno Anna Jesypova |